# Anyin Morofo jezik
Anyin Morofo jezik (ISO 639-3: mtb; morofo), nigersko-kongoanski jezik uže skupine kwa iz Obale Slonovače, kojim govori oko 300 000 (2002 SIL). 
Zajedno s još četiri jezika čini sjevernu podskupinu jezične skupine bia.

## Vanjske poveznice
- Ethnologue (14th)
- Ethnologue (15th)